# Kris-klass
Kris-klass är en klass patrullbåtar tillverkade av Vosper & Company (senare Vosper Thornycroft) i Portsmouth för Malaysiska flottan. Fartygen i klassen är tillverkade i tre serier. De tio fartygen i de första två serierna (sex fartyg beställda 1961 respektive fyra fartyg beställda 1963) gick ursprungligen under namnet Sri Kehah-klass. Den tredje serien som beställdes 1965 hade modernare radar och kommunikationssystem och blev underklassen Kris-klass. Efterhand som de äldre fartygen moderniserades till samma standard upphörde Sri Kehah-klassen att existera och alla fartyg blev Kris-klass.
De äldsta fartygen avrustades efter hand för att plundras på reservdelar till de övriga. År 2006 överfördes de flesta av de kvarvarande fartygen i klassen till Malaysias kustbevakning) (MMEA). Endast de två senast byggda fartygen Sri Perlis och Sri Johor är 2018 fortfarande kvar i tjänsttrots att de nu är 50 år gamla.

## Fartyg i klassen
De fartyg som numrerades om 1972 har sitt nya bognummer inom parentes.
MMEA = Malaysian Maritime Enforcement Agency (Malaysias kustbevakning).
| Bognummer | Namn               | Sjösatt           | Tagen i tjänst | Öde                                                              |
| --------- | ------------------ | ----------------- | -------------- | ---------------------------------------------------------------- |
| 3138      | Sri Kedah          | 4 juni 1962       | februari 1963  | Avrustad 1976.                                                   |
| 3139      | Sri Selangor       | 17 juli 1962      | mars 1963      | Avrustad 1996.                                                   |
| 3140      | Sri Perek          | 30 augusti 1962   | juni 1963      | Förlist i januari 1984.                                          |
| 3141      | Sri Pahang         | 15 oktober 1962   | 1963           | Avrustad 1976.                                                   |
| 3142      | Sri Kelantan       | 8 januari 1963    | november 1963  | Avrustad 1996.                                                   |
| 3143      | Sri Trengganu      | 12 december 1962  | december 1963  | Avrustad 1996.                                                   |
| 3144      | Sri Sabah          | 30 december 1963  | september 1964 | Överförd till MMEA 2006, nytt namn Labas (3137).                 |
| 3145      | Sri Sarawak        | 20 januari 1964   | september 1964 | Överförd till MMEA 2006, nytt namn Sipadan (3131). Struken 2012. |
| 3146      | Sri Negri Sembilan | 17 september 1964 | september 1964 | Överförd till MMEA 2006, nytt namn Nyireh (3138).                |
| 3147      | Sri Melaka         | 25 februari 1964  | november 1964  | Överförd till MMEA 2006, nytt namn Rumbia (3144).                |
| 3148 (34) | Kris               | 1 januari 1966    | mars 1966      | Överförd till MMEA 2006, nytt namn Lang (3132).                  |
| 3149 (36) | Sundang            | 22 maj 1966       | november 1966  | Överförd till MMEA 2006, nytt namn Segantang (3133).             |
| 3150 (37) | Badek              | 8 maj 1966        | december 1966  | Överförd till MMEA 2006, nytt namn Jarek (3134).                 |
| 3151 (38) | Renchong           | 22 juni 1966      | januari 1967   | Överförd till MMEA 2006, nytt namn Kuraman (3139).               |
| 3152 (39) | Tombak             | 20 juni 1966      | mars 1967      | Överförd till MMEA 2006, nytt namn Siamil (3140).                |
| 3153 (40) | Lembing            | 22 augusti 1966   | april 1967     | Överförd till MMEA 2006, nytt namn Ligitan (3145).               |
| 3154 (41) | Serampang          | 15 september 1966 | maj 1967       | Avrustad i januari 2004.                                         |
| 3155 (42) | Panah              | 10 oktober 1966   | juli 1967      | Överförd till MMEA 2006, nytt namn Kukup (3135).                 |
| 3156 (43) | Kerambit           | 20 november 1966  | juli 1967      | Överförd till MMEA 2006, nytt namn Pemanggil (3141).             |
| 3157 (44) | Beledau            | 11 januari 1967   | september 1967 | Överförd till MMEA 2006, nytt namn Bidong (3142).                |
| 3158 (45) | Kelewang           | 31 januari 1967   | oktober 1967   | Överförd till MMEA 2006, nytt namn Sempadi (3136).               |
| 3159 (46) | Rentaka            | 15 mars 1967      | september 1967 | Överförd till MMEA 2006, nytt namn Satang (3143).                |
| 3160 (47) | Sri Perlis         | 26 maj 1967       | januari 1968   | Fortfarande i aktiv tjänst (2018).                               |
| 3161 (49) | Sri Johor          | 21 augusti 1967   | februari 1968  | Fortfarande i aktiv tjänst (2018).                               |

### Webbkällor
- Gogin, Ivan (11 mars 2016). ”SRI KEDAH patrol craft (1963-1968)”. Navypedia. http://www.navypedia.org/ships/malaysia/mal_cf_sri_kedah.htm.